# NOHAB AA16
NOHAB AA16 ist die Bezeichnung für die europäische Lizenz-Variante der amerikanischen Standardlokomotiven der F-Reihe von EMD, seinerzeit eine Tochter des GM-Konzerns. Diese dieselelektrische Lok wurde von vielen Bahnverwaltungen in Europa in Varianten mit den Achsfolgen Co’Co’ oder (A1A)(A1A) beschafft und ist noch heute im Einsatz. Die Typenbezeichnung erfolgte nach dem Lizenznehmer Nydqvist och Holm AB / NOHAB im schwedischen Trollhättan.

## Die F-Reihe in den USA
1939 stellte die Elektro Motive Corporation (EMC) eine neuentwickelte Baureihe diesel-elektrischer Lokomotiven der Öffentlichkeit vor. Es handelte sich bei dieser Neuentwicklung um die stromlinienförmige Reihe FT, wobei sich das F von der installierten Motorleistung von Fifteenhundred Horsepowers (1500 hp / 1520 PS) ableitete, die der von der Winton Engine Company gebaute Zweitakt-Dieselmotor mit 16 Zylindern lieferte. Dieser trieb einen angeflanschten Generator an, der den Gleichstrom für die Fahrmotoren dieser Bo’Bo’-Mehrsektionslokomotiven lieferte. Der Aufbau war in Anlehnung an Reisezugwagen voll geschlossen als Carbody und selbsttragend ausgeführt worden. Die runde Nase („Bulldog nose“) an der Lokspitze mit den schmalen, seitlich nach unten abfallenden Fenstern verliehen der Lok das typische Aussehen.
Das Konzept von EMC sah vor, mehrere der 108 Tonnen schweren Lokomotiven zu einer mehrteiligen Einheit zu kuppeln, um so die für eine bestimmte Traktion benötigte Leistung zu erhalten. Die als A-Units bezeichnete Variante war mit einem kompletten Führerstand an nur einem Ende ausgerüstet, die B-Units waren führerstandslose Verstärkereinheiten („Booster“). Vier zusammengekuppelte Loks ergaben somit eine Leistung von 6000 hp. Typisch waren ihre Blomberg-Drehgestelle, die vierachsige EMC/EMD-Lokomotiven, darunter die Amtrak-Standard-Personenzuglok von 1976 F40PH, bis heute besitzen.
Die Prototypen waren so erfolgreich, dass zahlreiche Class-I-Railroads diese Loks bestellten, darunter die Santa Fe, die damit ihre langen, wasserarmen Wüstenstrecken in Nevada und Kalifornien von Dampf- auf Dieseltraktion umstellen konnte. Diese Maschinen waren überwiegend für den Güterzugdienst bestimmt. Eine Personenzugvariante, die die Achsfolge (A1A)(A1A) aufwies und über zwei Motoren mit insgesamt 2000 hp Leistung – später bis 2400 hp – verfügte, erschien als E-Reihe von EMC schon 1937. 1941 übernahm General Motors die EMC und die Winton Engine Company und brachte beide Firmen als Electro Motive Division (EMD) in den Konzern ein. Gleichzeitig wurde der neue 567-Motor vorgestellt, der fast allen GM-EMD-Loks bis 1965 als Antrieb dienen sollte.

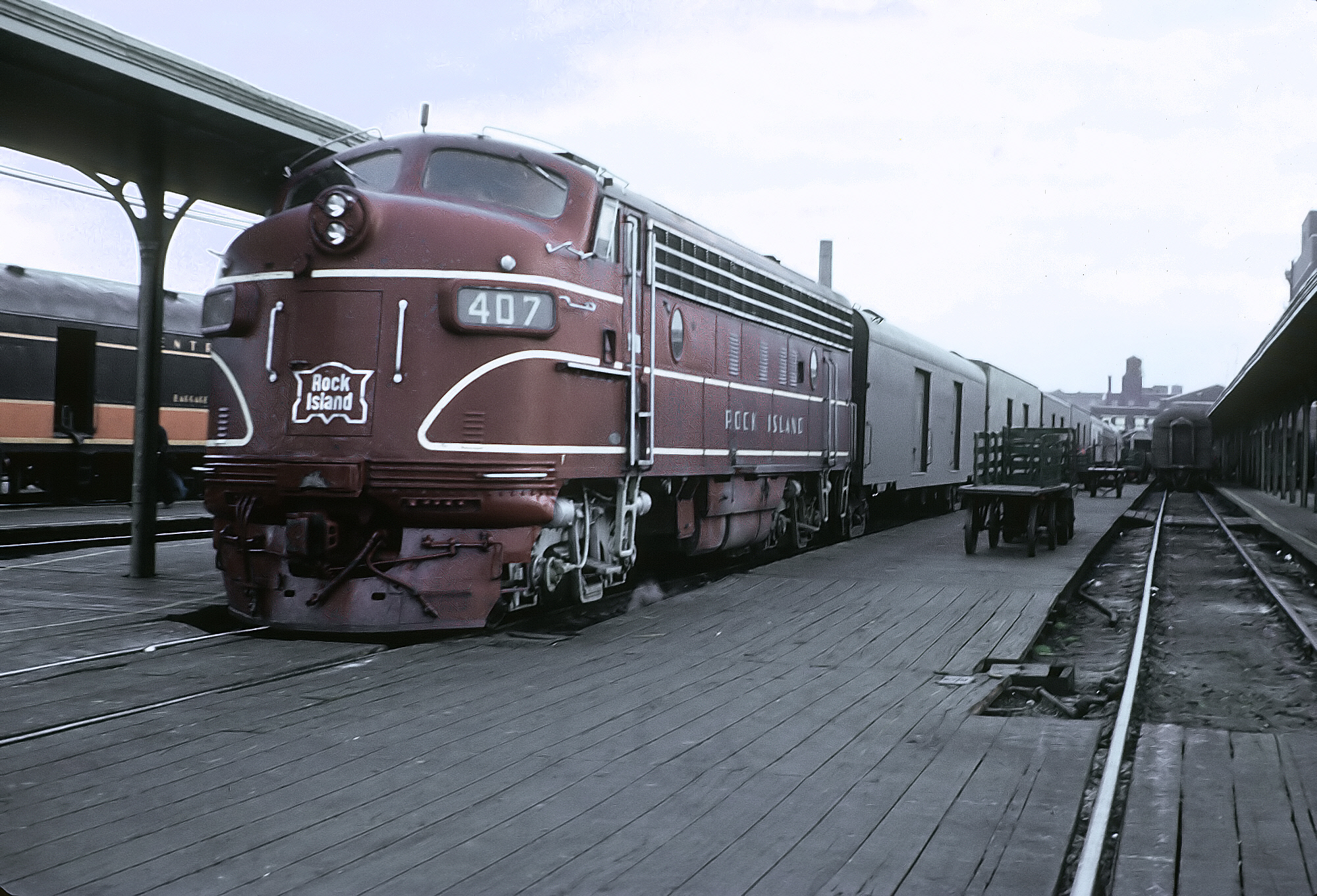
FP 7 in Memphis (Tennessee), 1962

Mit Ausbruch des Zweiten Weltkriegs ordnete das War Production Board in den USA an, dass die E-Reihe, nach Modifikationen über E3 und E5 schon bei E6 angelangt, nicht weiter gebaut werden dürfe, sondern nur noch die kriegswichtige FT-Reihe. Dies betraf auch Konkurrenten wie Alco oder Baldwin, die ähnliche Loks wie die FT entwickelt hatten. Später wurde kritisiert, dass diese Maßnahme bis in die 1980er-Jahre hinein EMD-GM einen unfairen Marktvorteil gebracht hätte. Immerhin waren EMD-Lokomotiven im Exportgeschäft bis in die Gegenwart ein Kassenschlager von EMD, die jüngst aus dem GM-Konzern ausgelagert wurde.
Bis 1953 wurden von EMD 1897 aus der FT weiter entwickelte EMD F3, 3849 EMD F7, 376 Reisezugloks der Bauart FP 7 (das P steht für englisch Passenger / Fahrgast), die über Dampfkessel für die Zugheizung verfügten und daher zwei Meter länger waren als die Güterzugmodelle. Die Leistung des 16-Zylinder-567-Motors konnte inzwischen auf 1750 bis 1900 hp gesteigert werden.
Die FP 7 wurde ebenfalls ein Exporterfolg: 97 aus ihr abgeleitete Loks entstanden in Lizenz in Australien, die dort konstruierte Class B 60 wurde Baumuster für 203 Einheiten in Europa. Motor- und Generatorlieferant war immer General Motors in La Grange (Illinois). Wie bei den US-Loks üblich, saß der Lokführer rechts im Führerstand und hatte nur acht Fahrstufen, die mit einem links angebrachten relativ voluminösen Hebel gesteuert wurden. Diese Anordnung galt für alle Exportloks.

## Australien

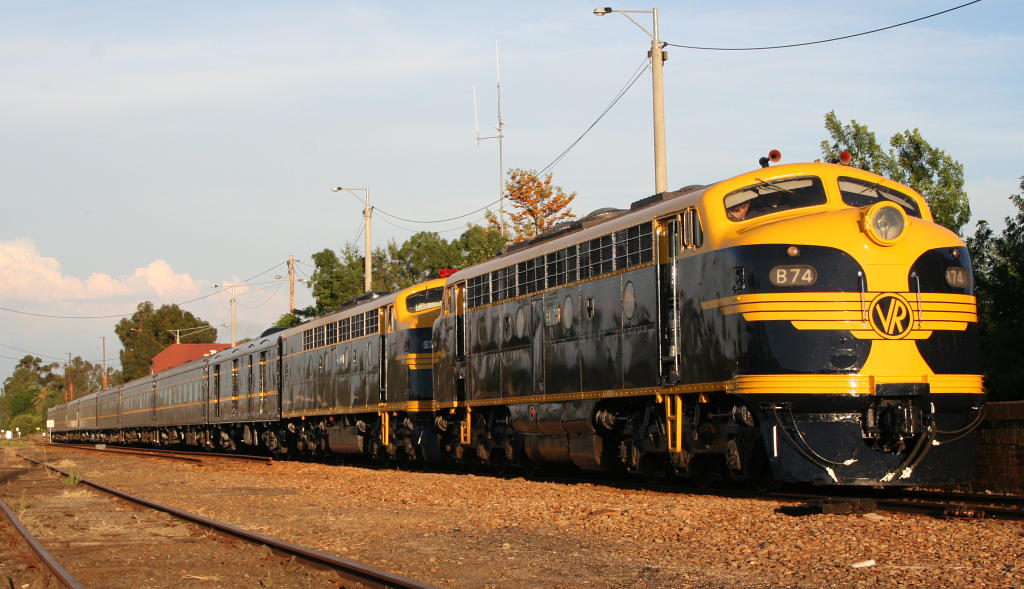
Australische Class B 60 (vor einer „single-ended“ Class S) der Commonwealth Railways

Die ersten GM-Lokomotiven in Australien waren die für die Commonwealth Railways (CR) gebauten Maschinen 1–11 der GM-Class, die wie ihre US-amerikanischen Schwestern der Baureihe FP 7 mit nur einem Führerstand („single-ended“) ausgestattet waren. Zwar entspricht die australische Fahrzeugbegrenzungslinie weitgehend der amerikanischen (nur der Eckeinzug ist etwas geringer ausgebildet), die Gleisverhältnisse sind jedoch eher mit denen in Europa vergleichbar. Deshalb wurden diese Lokomotiven sechsachsig als Co’Co’-Maschine ausgeführt. Die Achslast konnte damit auf ca. 18 Tonnen verringert werden, statt der 26 Tonnen wie in den USA üblich. Lizenznehmer von GM war die australische Firma Clyde Engineering in Granville (New South Wales). Einige Loks sind modernisiert noch heute für die Genesee and Wyoming auf der Strecke Adelaide–Alice Springs–Darwin im Einsatz. Weitere Loks dieses Typs wurden an die Victorian Railways (ViCRail bzw. V/Line) und an die New South Wales Government Railways (NSWR) geliefert.
Für die 1600-Millimeter-Breitspurbahn der Victoria Railways lieferte Clyde 1952 ebenfalls eine aus der F7 abgeleitete, als Class B 60 bezeichnete, Lok aus, die zwei der stromlinienförmigen Führerstände („double-ended“) besaß. 26 Lokomotiven dieser Bauart wurden bei den Victoria Railways in Dienst gestellt, von denen nach Rekonstruktion mit dem neuen EMD 645-Motor noch immer elf Stück bei der V/Line im Einsatz sind. Genau diese Baureihe war das Vorbild für eine auf europäische Verhältnisse abgestimmte F7-Bauart.

## Europa

### Vorgeschichte
Dreh- und Angelpunkt der Entwicklung in Europa war der schwedische Maschinen- und Lokbauer Nydqvist och Holm AB (NOHAB) in Trollhättan, der 1949 die Lizenzen zum Bau von EMD-Dieselloks erhielt. Dieser überarbeitete die Konstruktion der australischen Class B 60, wobei die engere UIC-Fahrzeugbegrenzungslinie eine wesentliche Rolle spielte. Besonders die niedrige Fahrzeugbegrenzungslinie der SNCF in Frankreich war dabei maßgeblich. Tatsächlich wurde das belgische Pendant der AA16 vor Schnellzügen und TEE-Zügen zwischen Brüssel und Paris eingesetzt.
Das Dach musste stärker als bei den Übersee-Lokomotiven zur nunmehr tiefer liegenden Dachseitenkante gekrümmt werden. Dies hatte Auswirkungen auf die Lage der Seitenfenster. Die Außenenden der Führerstands-Frontscheiben wurden etwas weiter nach unten gezogen, was ihnen ihr markantes, etwas trapezförmiges Aussehen verlieh. Die typische Vorderschnauze wurde noch stärker als bei den amerikanischen und australischen Modellen geneigt, um die Stoßkräfte der in Europa üblichen Seitenpuffer besser aufnehmen zu können. Ansonsten entsprach der Entwurf bis hin zu den australischen Drehgestellen der Class B 60.

### Dänemark (Reihe MY, MX)

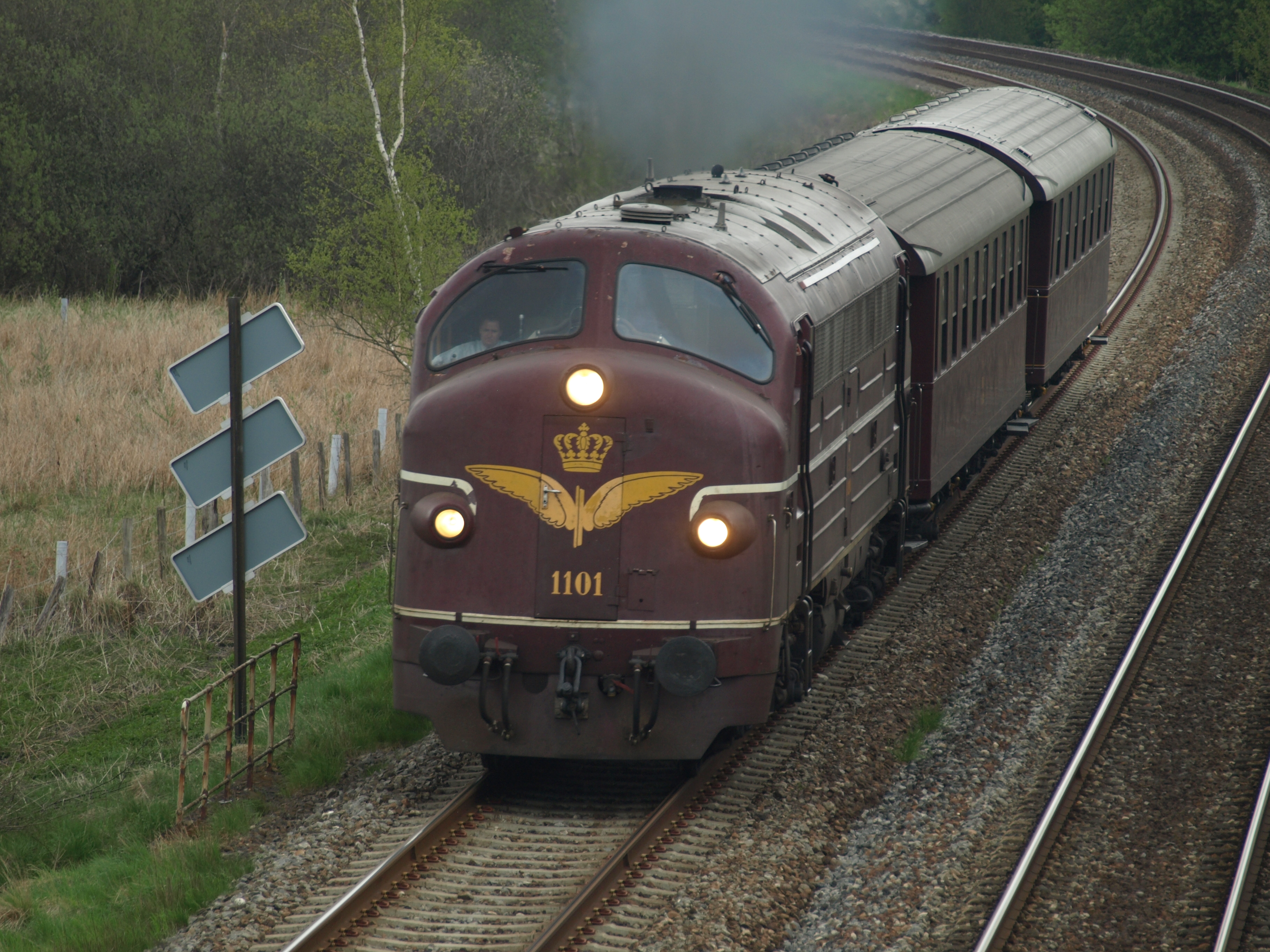
Dänische MY 1101, die erste AA16

Die DSB MY (II) sind dieselelektrische Lokomotiven, die Danske Statsbaner (deutsch Dänische Staatsbahnen) ab Mitte der 1950er Jahre beschaffte, um Dampflokomotiven auf Hauptbahnen mit hoher Achslast zu ersetzen.

### Norwegen (Reihe Di 3)

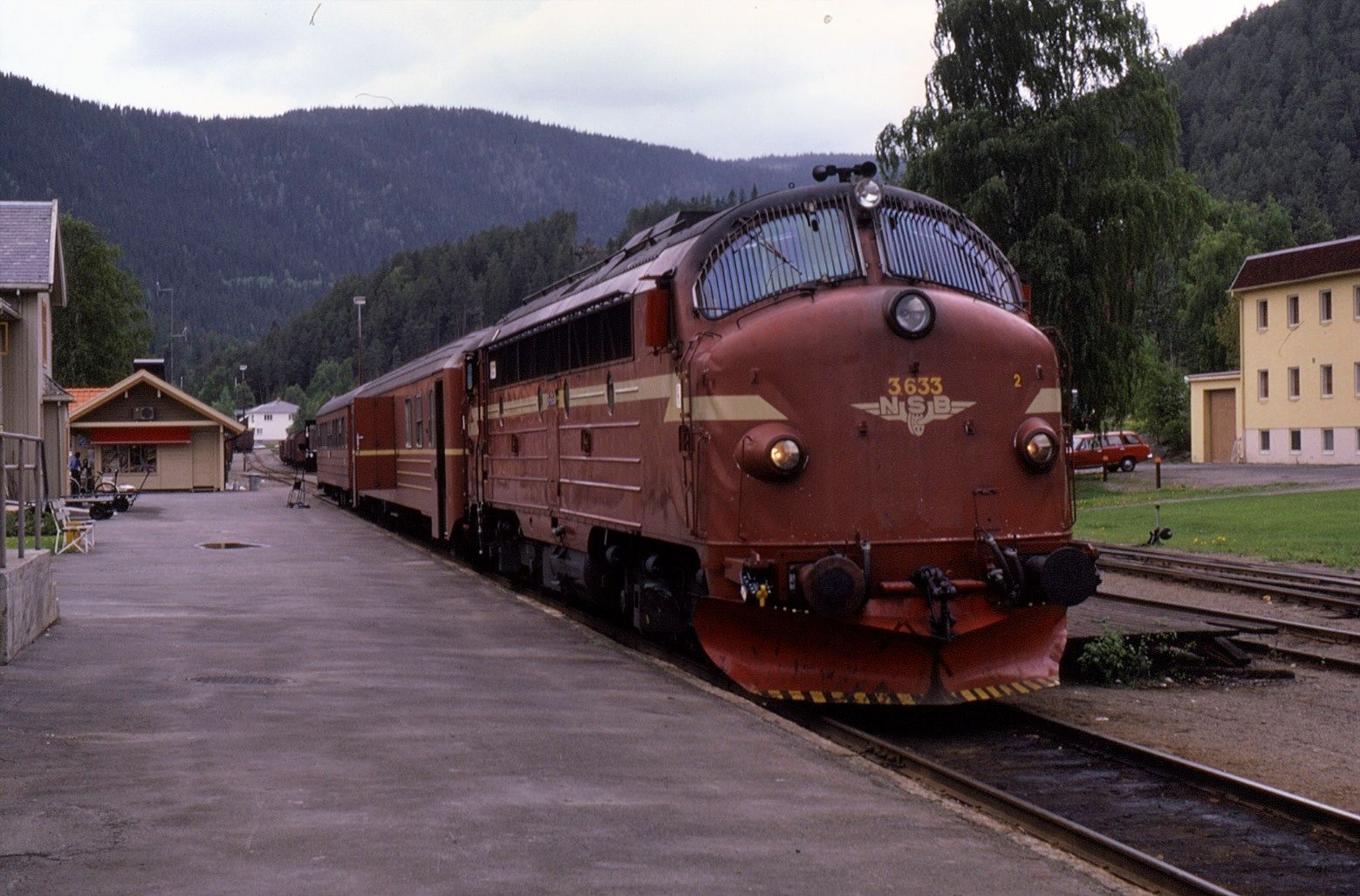
Die Di 3 633 (hier 1986 in Fagernes, Norwegen) gelangte 2001 in den Kosovo

Die Baureihe NSB Di 3 der Norges Statsbaner (NSB) sind dieselelektrische Lokomotiven für die Beförderung von Zügen auf nichtelektrifizierten Strecken. Sie lösten zuerst vor allem die als Dovregubben bekannten Dampflokomotiven des NSB Type 49 auf der Dovrebahn ab und wurden später auf vielen anderen Strecken eingesetzt.

### Kosovo
Nach deren Ausmusterung in Norwegen gelangten 2001 vier Di 3 (619, 633, 641 und 643) als Wiederaufbauhilfe zur kosovarischen Bahngesellschaft Trainkos. Sie wurden nacheinander restauriert und bildeten teilweise das Rückgrat des dortigen Eisenbahnverkehrs. Die noch betriebsfähigen Lokomotiven werden sowohl vor Güterzügen als auch im internationalen InterCity-Verkehr mit Mazedonien eingesetzt.

### Ungarn (Reihe M61)

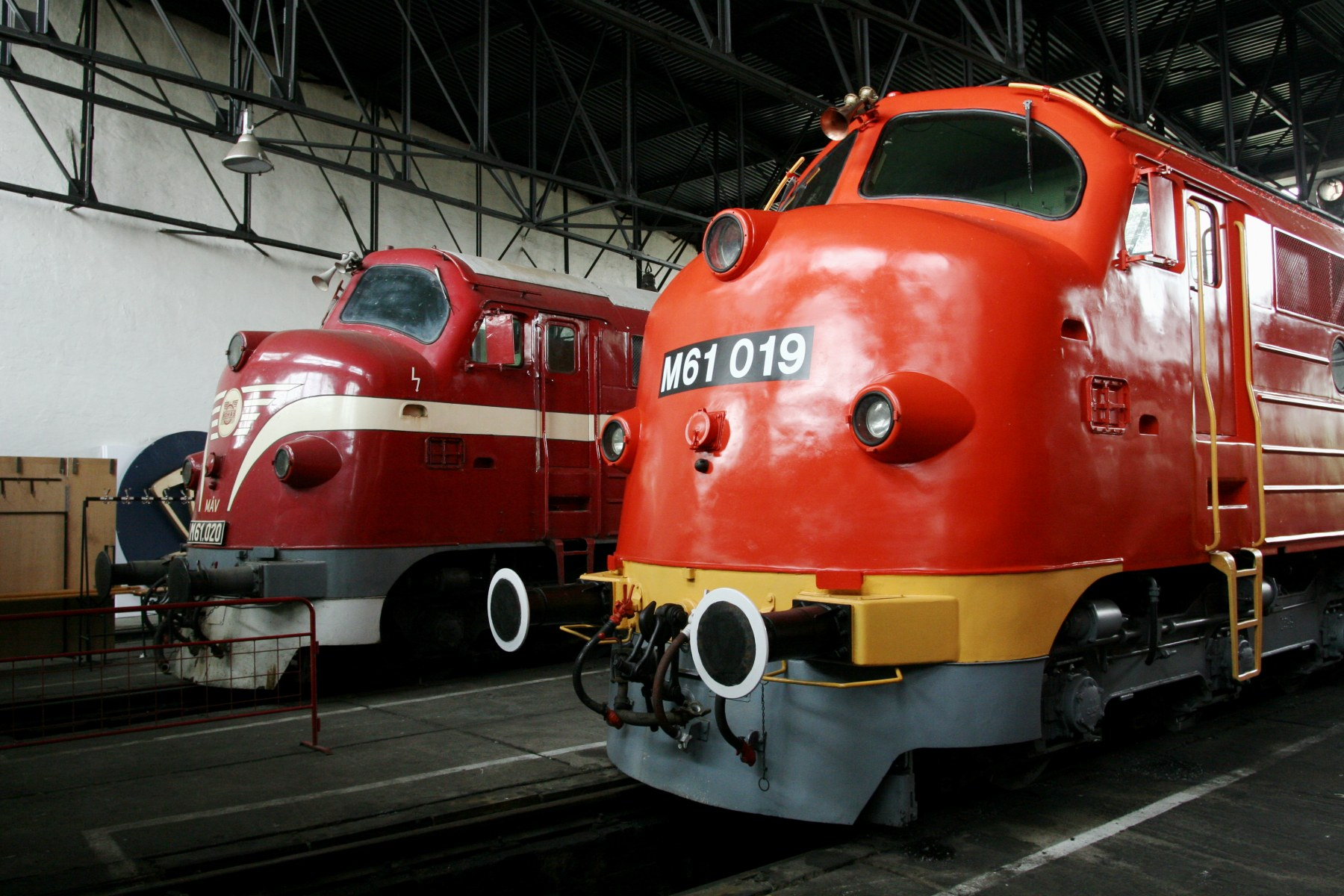
M61.020 und 019 repräsentieren beide Lackierungsvarianten der MÁV

Die ungarischen Staatsbahnen MÁV gehörten zu den Bahnen, die die norwegische Di3 testeten. Während der Transitfahrt der Testlok nach Ungarn wurde die Lokomotive von den Technikern der VES-M Halle begutachtet und eine Messfahrt zwischen Dresden und Chemnitz durchgeführt. Obwohl Ungarn zum Ostblock gehörte, wurden 1963 und 1964 in zwei Losen 20 NOHABs als Reihe M61 geliefert, die weitgehend dem Muster der Di3 der NSB entsprachen. Weitere Lieferungen unterblieben, weil sich Ungarn als Mitgliedsland des Rates für gegenseitige Wirtschaftshilfe (RGW) zur Abnahme sowjetischer Lokomotiven verpflichtete. Diese Maschinen der MÁV-Baureihe M62 entsprechen der sowjetischen Einheitsbauart M62 und verfügen im Gegensatz zu den NOHABs über keine Zugheizmöglichkeit.
Diesen Umständen entsprechend wurden die M61 bevorzugt im hochwertigen Reisezugverkehr eingesetzt und kamen dabei über die Landesgrenzen hinaus bis nach Wien. Innerhalb Ungarns gehörten Fahrten zwischen Budapest und der Balaton-Region zu den Einsatzschwerpunkten der Baureihe, die bis 2000 aus dem Plandienst abgezogen wurde. Ob ihres Sonderstatus als „Westlokomotive“ erfreut sich die M61 einer großen Fangemeinde, sodass nach Ausmusterung der Reihe mehrere Exemplare als betriebsfähige Museumslokomotiven erhalten blieben, z. B. im Bahnhistorischen Park Budapest.

#### Verbleib

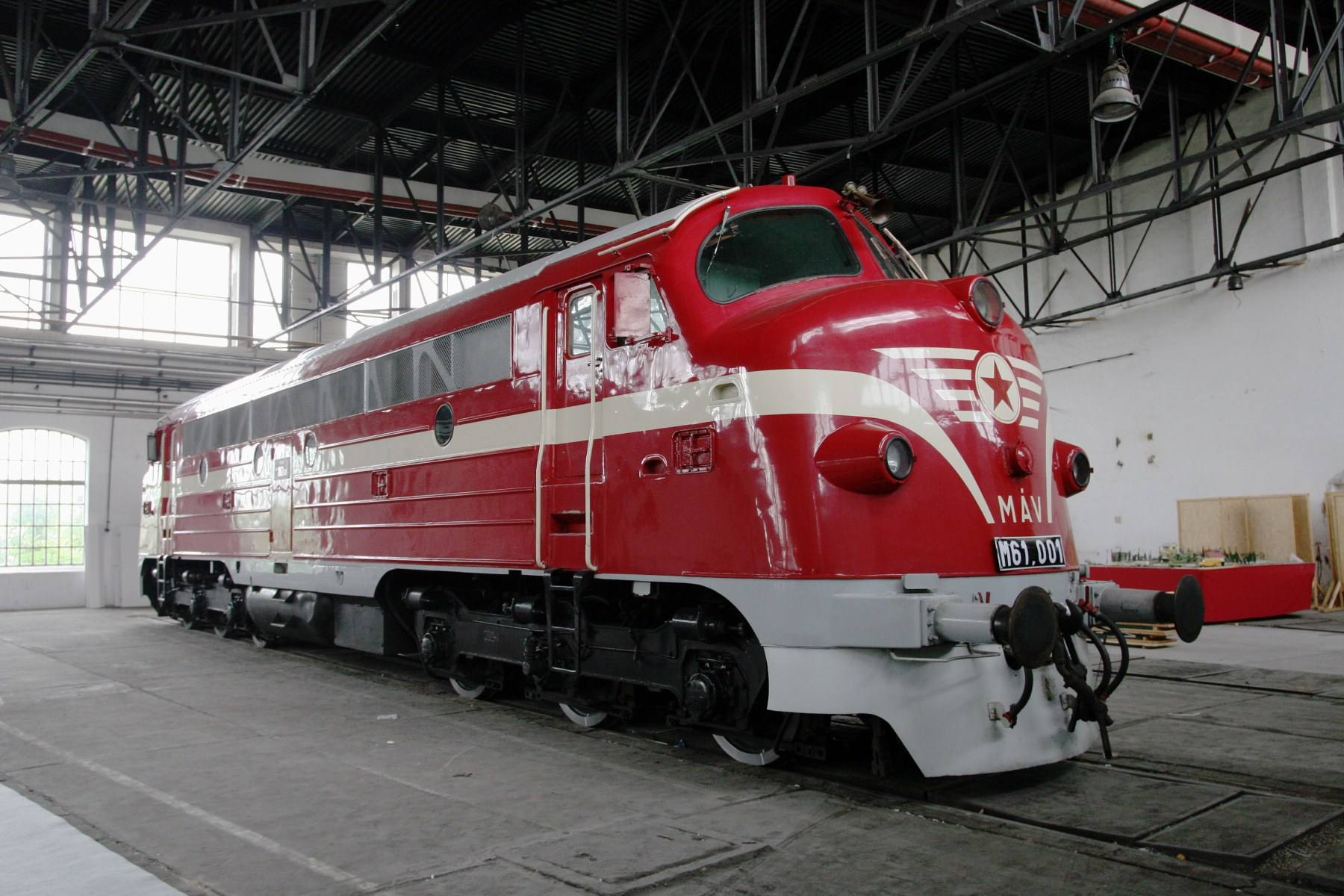
MÁV-Museumslok M61.001 im Eisenbahnmuseum Budapest

- M61.001: betriebsfähig bei der MÁV-Nosztalgia, abgestellt im Bahnhistorischen Park Budapest
- M61.002: rollfähig bei der NOHAB-Foundation
- M61.003: ausgemustert am 21. Dezember 1988
- M61.004: Unfall am 4. Juni 1999, ausgemustert am 23. November 1999, ein Führerstand befand sich viele Jahre im Außenbereich des Budapester Verkehrsmuseums und steht seit Weihnachten 2015 als Denkmal im Bahnhof von Tapolca, dem langjährigen und letzten Heimat-Bw der Maschine
- M61.005: ausgemustert am 24. Oktober 1991
- M61.006: betriebsfähig bei der MÁV, abgestellt im Bahnhistorischen Park Budapest, eingesetzt bei Bahnbau
- M61.007: ausgemustert am 15. September 1989
- M61.008: ausgemustert am 15. Januar 1997
- M61.009: ausgemustert am 22. November 1987
- M61.010: betriebsfähig bei der NOHAB-Foundation
- M61.011: ausgemustert am 24. November 1991
- M61.012: ausgemustert am 19. Januar 1994
- M61.013: ausgemustert am 10. Februar 1999
- M61.014: ausgemustert am 15. Januar 1997
- M61.015: ausgemustert am 19. Januar 1994
- M61.016: ausgemustert am 15. Juni 1988
- M61.017: betriebsfähig als Dienstlok A61.017 (jetzt 2761017) bei der MÁV
- M61.018: ausgemustert am 12. November 1994
- M61.019: betriebsfähig bei der MÁV, abgestellt im Bahnhistorischen Park Budapest, eingesetzt bei Bahnbau
- M61.020: betriebsfähig bei der MÁV-Nosztalgia, abgestellt im Bahnhistorischen Park Budapest

## Andere GM- oder NOHAB-Loks in Europa

### Deutschland
Die Cargo Logistik Rail-Service GmbH hatte im Jahr 2020 zwei Loks (1138 und 1151) dieser Baureihe im Einsatz, eine weitere war nicht einsatzfähig. Diese stammen ursprünglich aus Dänemark. Zudem befinden sich einige Lokomotiven im Besitz der STRABAG und AltmarkRail. Eine Lokomotive war bis vor wenigen Jahren für EBS unterwegs.

### Schweden

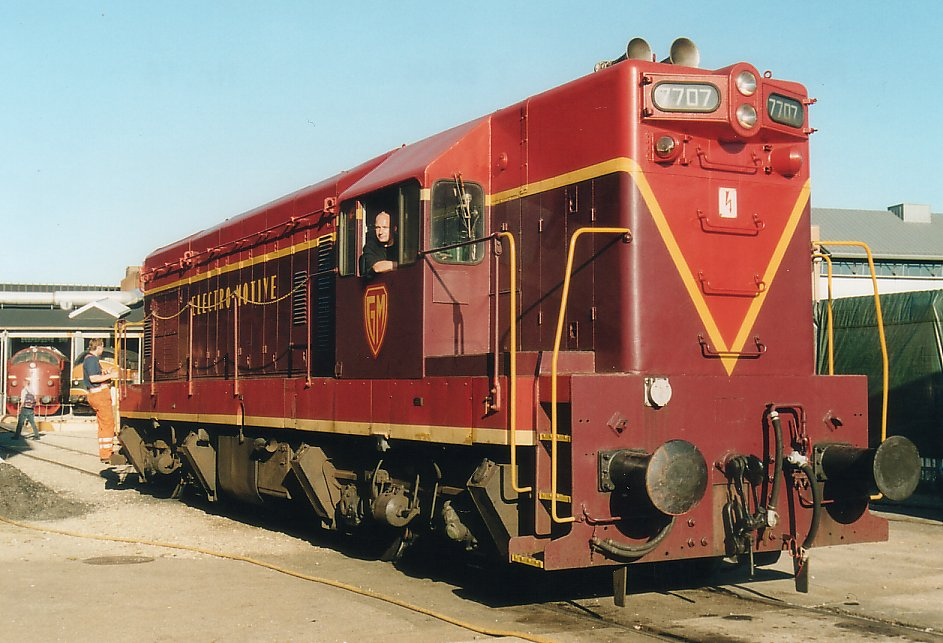
G12 7707 in Odense (2004)

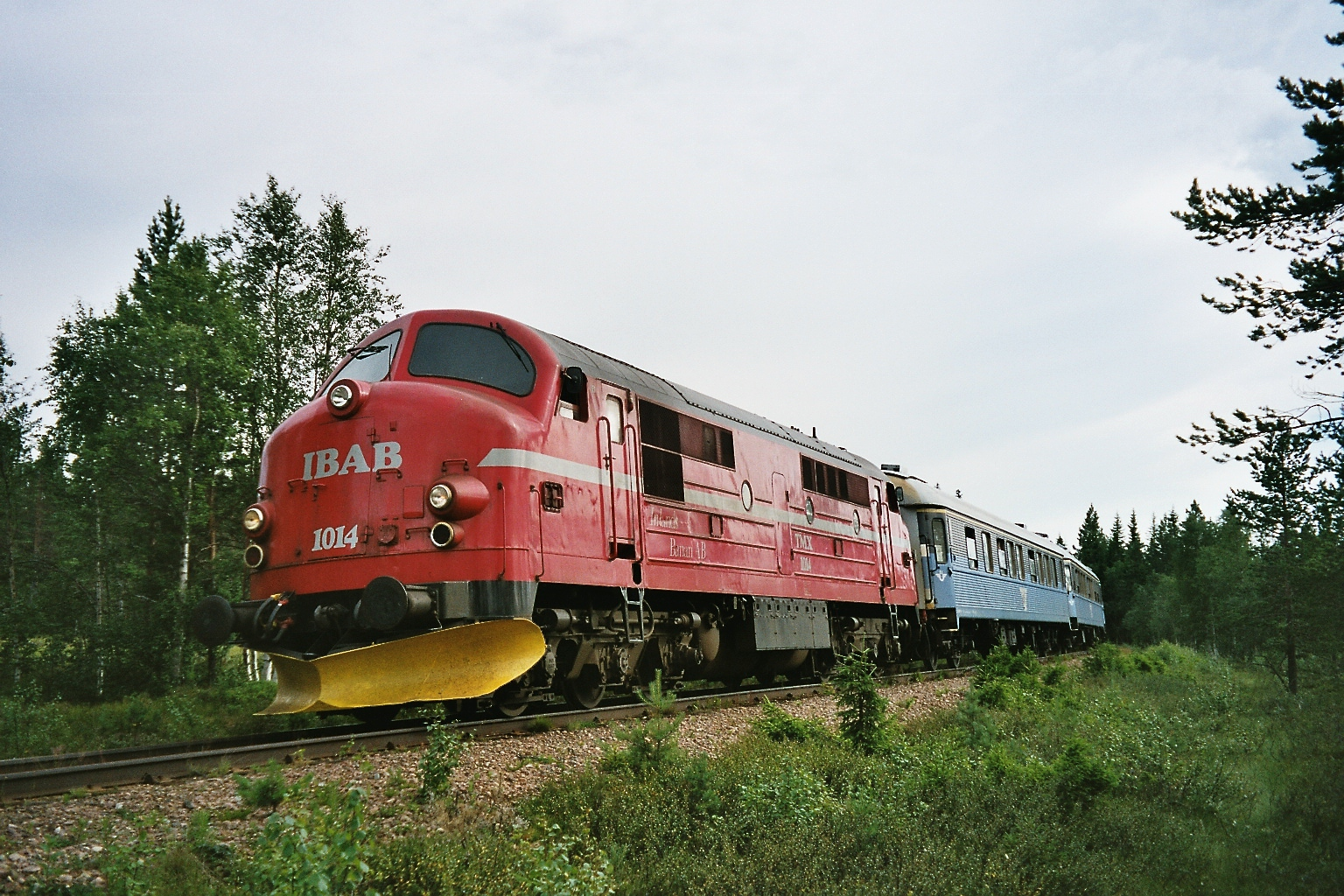
Zug der Inlandsbahn – die Zuglok 1014 wurde 1994 von der DSB übernommen

In GM-Technik wurden von den schwedischen Staatsbahnen Statens Järnvägar (SJ) Lokomotiven mit Mittelführerstand als Baureihe T41, T42, T43, T44, Tb, Tc und Td beschafft. Die 1953 gebaute T42, die direkt von EMD stammte, kam als Vorführlok G12 7707 nach Europa und wurde auch in Deutschland vorgestellt. Als T5 105 wurde sie 1956 von den SJ übernommen und 1964 der Baureihe T42 zugeordnet. Bei den anderen Baureihen machten sich deutlich Unterschiede zum Vorbild bemerkbar.
Die Lokomotiven der Baureihen Tb und Tc wurden als kombinierte Güterzug- und Schneeräumlokomotiven konzipiert. Sie besitzen neben den großen Schneepflügen eine Wendeplattform unter dem Rahmen, so dass sie auf freier Strecke gewendet werden können, ohne dass eine Drehscheibe vorhanden sein muss. Die Td ist eine modernisierte Form der T44.
NOHAB-Rundnasen, also Loks mit Endführerstand, kehrten erst nach ihrer Ausmusterung durch die DSB in das Land ihrer Entstehung zurück. Diese Lokomotiven sind heute in Schweden bei mehreren Privatbahnen im Einsatz.
Alle schwedischen NOHAB-Dieselloks sind untereinander bei Mehrfachtraktionen mischbar. So sind z. B. in Schweden bei Privatbahnen Doppeltraktionen von ehemaligen SJ-Loks und den Rundnasen zu beobachten.

### Österreich
Eine eigene Konstruktion mit EMD-GM-Technik entstand bei Henschel für die ÖBB mit der Baureihe 2050. Bis 2004 wurden die 18 Loks ausgemustert.

### Spanien
Spanien beschaffte in den 1960er-Jahren GM-Loks des EMD-Typ G16, die als Baureihe 319 (früher Baureihe 1900) bezeichnet wurden. Die ersten 10 Lokomotiven wurden in den USA mit einem Mittelführerstand gebaut, die restlichen 93 Einheiten erhielten einen Lokomotivkasten mit zwei Endführerständen. Die Baureihe wurden in den 1980er-Jahren einer umfangreichen Modernisierung unterzogen. Da nur der Dieselmotor und wenige andere Teile der alten Lokomotive weiterverwendet wurden, müsste eigentlich eher von einem Neubau gesprochen werden. Seit 2006 wurden mehr als 20 Lokomotiven nach Argentinien verkauft.
Der 1. und 2. Bauserie der dänischen Reihe MZ ähneln die Maschinen der Reihe 333, die vom spanischen Hersteller Macosa in Lizenz gebaut wurden. Sie sind mit 150 km/h um 7 km/h schneller als die MZ. Außerdem sind die 333er mit 20700 mm Länge über Puffer 100 mm kürzer und haben andere Drehgestelle.

### Dänemark
Nachfolger der beschriebenen NOHAB-Typen waren ab 1967 ebenfalls NOHAB-Loks. Sie bekamen die Baureihenbezeichnung MZ (GM-Typ JT 26C) und waren mit 3300 PS bzw. 3900 PS starken Antrieben und mit GM 645-Motoren ausgerüstet. Sie wurden in vier Baulosen mit konstruktiven Unterschieden in insgesamt 61 Exemplaren beschafft. Während sich die ersten beiden Serien mit zusammen 26 Exemplaren stark ähneln (Höchstgeschwindigkeit 143 km/h), wurde ab der dritten Serie unter anderem der Fahrzeugkasten etwas verlängert und die Höchstgeschwindigkeit auf 165 km/h angehoben. Das Aussehen der vierten Bauserie unterscheidet sich sowohl in der Front- als auch der Seitenansicht des Fahrzeugkastens. Die Achsfolge dieser Baureihe ist Co’Co’. Durch den verstärkten Einsatz von Triebzügen und dem Rückzug von Railion Denmark A/S aus der Fläche steht diese Reihe vor der Ausmusterung. Ihr ähnelt die spanische Reihe 333.
Übrige DSB-Lokomotiven der MZ-Reihe sind an Bahngesellschaften in Australien, Spanien, Norwegen und größtenteils Schweden verkauft worden. Ein Verkauf nach Litauen scheiterte – angeblich an mangelnder Durchreiseerlaubnis durch Deutschland. Sie sollten in Polen auf russische Breitspur umgespurt werden. Die Lokomotiven für die spanische Bahnbaugesellschaft Comsa mussten für spanische Breitspur umgespurt werden.

### Belgien und Luxemburg
Für den Bau von Lokomotiven für Belgien und Luxemburg der NMBS/SNCB-Reihe 202 erwarb der belgische Hersteller Anglo-Franco-Belge (AFB) eine Unterlizenz der NOHAB, die Motoren wurden direkt von GM zugeliefert. Diese Baureihen unterscheiden sich in einigen Details von den NOHAB-Lokomotiven. Wegen ihrer grün-gelben Farbe erhielt die Lokomotive in Belgien den Spitznamen Kartoffelkäfer.